# Ajax Amsterdam (Frauenfußball)
Der Amsterdamsche Football Club Ajax Vrouwen (kurz: Ajax Vrouwen) ist ein Fußballmannschaft in der niederländischen Hauptstadt Amsterdam. Die Mannschaft ist Teil von Ajax Amsterdam.

## Geschichte
Die Frauenfußballabteilung des Ajax Amsterdam wurde am 18. Mai 2012 nach einem Aufruf des KNVB gegründet. Seit der Saison 2012/13, in der die BeNe League, gegründet wurde, ist der Verein Teil der höchsten Frauenspielklasse der Niederlande. Als erste Spielerinnen wurden die Nationalspielerinnen Daphne Koster von Telstar und Anouk Hoogendijk von FC Utrecht verpflichtet. Am 30. Mai 2012 wurde dann der ehemalige Nationaltrainer der niederländischen Fußballnationalmannschaft der Frauen Ed Engelkes als erster Trainer der Geschichte vorgestellt. Die erste Saison beenden die Frauen auf dem vierten Platz. In der Saison 2013/14 wurde Anouk Hoogendijk als erste Ajax-Spielerin verkauft. Sie wechselte zum englischen Spitzenklub Arsenal LFC. Die zweite Saison belegten die Frauen auf dem dritten Platz. Unter der Führung von Trainer Ed Engelkes gewannen die Ajax-Frauen am 9. Juni 2014 ihren ersten Titel der Vereinsgeschichte: Mit dem Sieg im Finale um den KNVB-Pokal gegen die Frauenmannschaft des PSV Eindhoven mit 2:1.
Ajax gewann in der Saison 2016/17 die erste Meisterschaft in der im Jahr zuvor wiedereingeführten Eredivisie. Anouk Hoogendijk, die 2015 zurück nach Ajax Amsterdam kam, beendete in dieser Saison ebenso wie Daphne Koster und Trainer Ed Engelkes ihre Karriere. Auch den KNVB-Pokal konnten sie in dieser Saison gegen PSV Eindhoven gewinnen. Damit erzielten sie das erste Double in ihrer Geschichte.
Zur Saison 2017/18 wurde Benno Nihom als Trainer verpflichtet und es gelang den Ajax-Frauen in der Saison 2017/18, ihren nationalen Titel erneut zu gewinnen. Auch den KNVB-Pokal gewannen sie erneut gegen den PSV Eindhoven und so das zweite Double. Neue Managerin wurde Daphne Koster. Im November 2017 wurde bekannt, dass der Vertrag mit der bisherigen Managerin Marleen Molenaar nicht verlängert werden würde. Das dritte Mal gelang der Gewinn des KNVB-Pokals in der Saison 2018/19 gegen PEC Zwolle.
In der Saison 2022/23 gewann die Mannschaft erneut die Meisterschaft in der Eredivisie. Eine Meisterfeier und Ehrung durch die Stadt Amsterdam fand allerdings nicht statt, da die Männermannschaft in der Saison enttäuscht hatte. Der Verein sagte die Feier mit der Begründung ab, dass ihm nicht nach Feiern zumute sei. Eingeladen zu dem Empfang hatte ursprünglich Amsterdams Bürgermeisterin Femke Halsema.

## Stadion
Die Heimspiele tragen die Frauenmannschaft auf dem Hauptplatz im Sportpark De Toekomst aus. Einige spiele werden auch in der Johan-Cruyff-Arena ausgetragen.

## Trainerhistorie
| Name des Trainers | Zeitraum  |
| ----------------- | --------- |
| Ed Engelkes       | 2012–2017 |
| Benno Nihom       | 2017–2019 |
| Danny Schenkel    | 2019–2022 |
| Suzanne Bakker    | 2022–2024 |
| Hesterine de Reus | 2024–     |

## Ehemaliges Farmteam und Nachwuchs
Ajax unterhielt in Torrance, Kalifornien ein Farmteam. Ajax America spielte in der amerikanischen Women’s Premier Soccer League (WPSL) und trug seine Heimspiele im Nansen Field in Rolling Hills Estate, Kalifornien aus. Daneben hat man unter der Leitung des KNVB, die 2007 gegründete Jugend-Akademie CTO Amsterdam Talent Team im Sommer 2013 übernommen. Aus dieser Talentschmiede ging unter anderem die aktuelle Nationaltorhüterin Lize Kop hervor, die aktuell auch Teil der ersten Mannschaft ist.

## Ehemalige Spielerinnen
- Sherida Spitse, niederländische Nationalspielerin